# 傑佛遜鎮區 (密歇根州卡斯縣)
傑佛遜鎮區（英語：Jefferson Township）是位於美國密歇根州卡斯縣的一個行政鎮區。

## 地方資料
傑佛遜鎮區的面積為93.30平方千米，當中陸地面積為90.00平方千米，而水域面積為3.30平方千米。根據2020年美國人口普查的數據，當地共有人口2590人，而人口密度為每平方千米27.76人。